# Буйлэсан
Буйлэса́н — село в Ононском районе Забайкальского края России. Административный центр сельского поселения «Буйлэсанское».

## История
Основан в 1890 году.
В 1955 году образован колхоз.

## Население
| 1989 | 2002 | 2010 | 2021 |
| ---- | ---- | ---- | ---- |
| 749  | ↘647 | ↘472 | ↘390 |

## Инфраструктура
Экономика.
Развито сельское хозяйство. Личное подсобное хозяйство.
Социальные объекты
Средняя школа, Дом культуры, библиотека, медпункт.

## Транспорт
К селу подходит автомобильная дорога общего пользования регионального значения «Подъезд к с. Буйлэсан» (76 ОП РЗ 76К-094) (Постановление Губернатора Забайкальского края от 26 июня 2008 года N 135 «Об утверждении перечня автомобильных дорог общего пользования регионального или межмуниципального значения Забайкальского края» (с изменениями на 25 сентября 2018 года)(в ред. Постановлений Правительства Забайкальского края от 02.06.2009 N 228, от 20.07.2011 N 263, от 11.02.2014 N 38, от 25.06.2014 N 367, от 03.04.2015 N 137, от 01.02.2017 N 21, от 25.09.2018 N 398)).
Просёлочные дороги.